# 野原美咲
野原 美咲（のはら みさき、1994年7月31日 - ）は、静岡県伊東市出身の元女子競輪選手、競輪レポーター。旧姓、小川（おがわ）。現役時代は小川美咲の登録名で、日本競輪選手会静岡支部所属。日本競輪学校（当時。以下、競輪学校）第106期生。師匠は実兄の競輪選手、小川達也（93期）。夫は元競輪選手の野原雅也（103期）、義父は元競輪選手の野原哲也。

## 来歴
幼少の頃から一輪車に取り組み、全日本一輪車マラソン大会において、2006年から2010年まで連続優勝を果たした。これと並行する形で、小学校4年のとき、既に自転車競技の活動をしていた兄の達也の後輩の、自身とは同級生だった妹がCSC自転車愛好会に加入したことから自身もその影響を受けて自転車競技にも取り組むことになった。しかし、中学では部活で取り組んでいた卓球と一輪車との両立に精一杯で、愛好会はほとんど手が回らなかった。だが、高校進学にあたり、愛好会の指導者の影響を受け、自転車部のある静岡県立伊豆総合高等学校に進学、そこで本格的に自転車競技に取り組むことになった。
2012年、全国高等学校選抜自転車競技大会（小倉競輪場）の500メートルタイムトライアルで3位。同年の全国高等学校総合体育大会自転車競技大会（インターハイ、弥彦競輪場）ではケイリンで2位に入った。
2012年12月20日、競輪学校第106回技能試験に合格。同校での在校競走成績は12位（1勝）だった。
2014年5月3日、京都向日町競輪場でデビューし5着。初勝利は同年6月9日の富山競輪場で挙げた。
アイドルタレント並みの愛くるしいルックスに特徴があることを受けて、ガールズケイリンPRポスター『顔より太もも。』のモデルとして第3弾（2015年12月 - 2016年12月）と第4弾（2016年12月 - 2017年12月）とで2年連続して選ばれたほか、デビュー年である2014年には早速「ガールズケイリン総選挙」にて決選投票で第6位に選出され、9月に行われたガールズケイリンコレクション前橋ステージでガールズケイリンコレクションに初出場を果たした（結果5着）。なお、「ガールズケイリン総選挙」では2016年にも第7位となり同年8月のガールズケイリンコレクション松戸ステージにも出場している（結果7着）。
2016年11月14日、競輪選手の野原雅也との結婚、妊娠を発表、以降長期欠場することとなった。
2017年5月17日、第一子となる長女を出産。2020年4月6日には第二子となる長男を出産している。
第一子の出産後も暫く育児に専念していたためレースは欠場が続いていたものの、当初はレースに復帰する意向であった。だが、夫の雅也が当時レース中に落車し大怪我を負ったことを機に家庭を優先し引退を決意、2018年12月15日の伊東温泉競輪場でのトークショーでファンに向けて正式に引退表明した。
2019年1月15日、選手登録消除。通算168戦8勝。
2023年3月30日、雅也が急逝。5月に四十九日法要も済ませたことで、今後は現在の本名である野原美咲としてレポーターなど競輪関係の仕事に携わっていくことをツイッターで報告した。
現在は、生まれ故郷であり現役時代ホームバンクとした伊東温泉競輪場の公式アンバサダーとして伊東競輪をPRするなど、レポーターとして活動している。